# هولي باس
هولي باس (بالإنجليزية: Holly Bass)‏ هي صحفية أمريكية، ولدت في 23 يونيو 1975 في واشنطن العاصمة في الولايات المتحدة.